# Robert Ghormley
Robert L. Ghormley (n. 15 octombrie 1883, Portland, Oregon, SUA - d. 21 iunie 1958, Bethesda, Maryland, SUA) a fost un viceamiral al Marinei Militare Americane care a participat în cele două războaie mondiale.